# 太峪镇
太峪镇，是中华人民共和国陕西省咸陽市彬州市下辖的一个乡镇级行政单位。

## 行政区划
太峪镇下辖以下地区：
南庄村、拜家河村、张村、北庄村、寺家庄村、蒋家坡村、中山村、太朝村、沟渠头村、蒙兴村、富宁村、新堡子村、大有村、富有村、景村、李西村、姚联村、断泾村、四兴村和公主川村。